# Позбавлення батьківських прав
Позбавлення батьківських прав — санкція у сімейному праві, яка застосовується до батьків у разі невиконання ними своїх обов'язків щодо дітей. Це крайній захід впливу на осіб, які не виконують належним чином батьківських обов'язків. Позбавлення батьківських прав може бути застосоване лише в судовому порядку і з підстав, чітко визначених у статті 164 Сімейного кодексу України. Позбавити батьківських прав можна лише щодо дітей, які не досягли 18 років. Батьки можуть бути позбавлені батьківських прав стосовно всіх своїх дітей або когось із них.

## Батьківські обов'язки
Сімейний кодекс України покладає на батьків низку обов'язків щодо своїх дітей. Невиконання або неналежне виконання цих обов'язків може стати підставою для позбавлення батьківських прав. До основних обов'язків належать:
- виховувати дитину в дусі поваги до прав та свобод інших людей, любові до своєї сім'ї та родини, свого народу, своєї Батьківщини;[1]
- піклуватися про здоров'я дитини, її фізичний, духовний та моральний розвиток;[1]
- забезпечити здобуття дитиною повної загальної середньої освіти, готувати її до самостійного життя;[1]
- поважати дитину;[1]
- забороняються будь-які види експлуатації батьками своєї дитини;[1]
- забороняються фізичні покарання дитини батьками, а також застосування ними інших видів покарань, які принижують людську гідність дитини.[1]

Передача дитини на виховання іншим особам не звільняє батьків від обов'язку батьківського піклування щодо неї.

## Підстави позбавлення батьківських прав
Відповідно до статті 164 Сімейного кодексу України, матір або батько можуть бути позбавлені судом батьківських прав, якщо вона/він:
- не забрали дитину з пологового будинку або з іншого закладу охорони здоров'я без поважної причини[1][4][2] і протягом шести місяців не виявляли щодо неї батьківського піклування;[1][4][2]
- ухиляються від виконання своїх обов'язків щодо виховання дитини та/або забезпечення здобуття нею повної загальної середньої освіти.[1][4][2] Ознаками такої поведінки можуть бути свідома і навмисна відсутність турботи про розвиток дитини, її навчання, ігнорування потреб дитини,[1] а також систематична несплата аліментів.[1] Це мають бути не одиничні випадки, а системна поведінка.[1] Те, що хтось з батьків не може піклуватися про дитину через свою хворобу чи з інших поважних причин (за винятком хронічного алкоголізму чи наркоманії), не є підставою для позбавлення батьківських прав;[1][2]
- жорстоко поводяться з дитиною.[1][4][2] Це може включати фізичне або психічне насильство[4], застосування недопустимих методів виховання[4], приниження людської гідності дитини.[4] Сюди ж відноситься насильство над дитиною як кимось із батьків, так і їхніми співмешканцями, якщо батьки цьому не перешкоджають;[1]
- є хронічними алкоголіками або наркоманами.[1][4][2] Ці факти мають бути обов'язково підтверджені відповідними медичними висновками;[1][4]
- вдаються до будь-яких видів експлуатації дитини[1][4][2], примушують її до жебракування та бродяжництва.[1][4][2] Це може включати залучення до непосильної праці, заняття проституцією чи злочинною діяльністю;[4]
- засуджені за вчинення умисного кримінального правопорушення щодо дитини.[1][4][2] Для цього потрібен відповідний вирок суду, що набрав законної сили.[1]

## Особи, які не можуть бути позбавлені батьківських прав
Не можна позбавити батьківських прав особу, яка не виконує своїх батьківських обов'язків унаслідок душевної хвороби, недоумства чи іншого тяжкого захворювання (крім хронічного алкоголізму чи наркоманії) або з інших незалежних від неї причин.

## Процедура позбавлення батьківських прав
Позбавлення батьківських прав відбувається виключно в судовому порядку.

### Хто може ініціювати позов
Звернутись до суду з позовом про позбавлення батьківських прав має право:
- один з батьків;[1]
- опікун, піклувальник;[1]
- особа, в сім'ї якої проживає дитина;[1]
- заклад охорони здоров'я, навчальний або інший дитячий заклад, в якому вона перебуває;[1]
- орган опіки та піклування;[1]
- прокурор;[1]
- сама дитина, яка досягла чотирнадцяти років.[1]

### Звернення до органу опіки та піклування
Перед зверненням до суду доцільно звернутись до органу опіки та піклування для отримання висновку щодо умов життя і виховання дитини, поведінки батьків, їхніх взаємин з дітьми та ставлення до виконання своїх батьківських обов'язків. Участь органу опіки та піклування у розгляді судом справи є обов'язковою. Орган опіки та піклування подає суду письмовий висновок щодо доцільності чи недоцільності позбавлення батьківських прав. Цей висновок не є обов'язковим для суду, і суд може не погодитися з ним, якщо вважатиме, що він є недостатньо обґрунтованим чи суперечить інтересам дитини.

### Судовий розгляд
Справи про позбавлення батьківських прав за загальним правилом розглядає місцевий суд за місцем реєстрації/проживання того з батьків, якого хочуть позбавити прав. Щоб позбавити батьківських прав, необхідно встановити, що особа свідомо порушує батьківські обов'язки, злісно не виконує вимог та рекомендацій органів опіки і піклування, служб у справах неповнолітніх, навмисно ухиляється від лікування (у випадках хронічного алкоголізму, наркоманії), та зібрати всі підтверджуючі докази. Усі докази повинні беззаперечно підтверджувати провину батька (матері) та свідчити про неможливість зміни поведінки на краще. Суд бере до уваги інформацію про здійснення соціального супроводу сім'ї або особи (у разі здійснення такого супроводу).
Після того, як рішення суду про позбавлення батьківських прав набирає законної сили, воно надходить до органу державної реєстрації актів цивільного стану за місцем реєстрації народження дитини.

### Необхідні документи
Перелік документів, необхідних для позбавлення батьківських прав, може відрізнятися залежно від конкретного випадку. Як правило, доказовою базою можуть слугувати:
- копія паспорта заявника;[1]
- довідка про місце проживання дитини[1] та підтвердження факту її утримання одним із батьків;[1]
- копія свідоцтва про народження дитини;[1]
- копія свідоцтва про розірвання шлюбу (за наявності);[1]
- письмовий висновок органу опіки та піклування;[1]
- характеристика з місця навчання дитини із зазначенням участі батьків у вихованні;[1][4]
- довідки з медичних закладів, дошкільних закладів, спортивних секцій тощо;[1][4]
- довідка з місця роботи та дані про доходи того з батьків, хто звертається з позовом;[1]
- характеристика того з батьків, якого позбавляють прав, з місця роботи[1] або проживання;[1][4]
- висновок психолога після бесіди з дитиною;[1]
- докази аліментної заборгованості (за наявності);[1]
- медичні висновки, що підтверджують алкогольну чи наркотичну залежність;[1][4]
- докази вчинення насильства стосовно дитини (наприклад, матеріали кримінального провадження, висновки експертиз);[1]
- покази свідків;[4]
- акт обстеження матеріально-побутових умов проживання.[4]

## Правові наслідки позбавлення батьківських прав
Особа, позбавлена батьківських прав:
1. Втрачає особисті немайнові права щодо дитини (наприклад, право визначати місце проживання дитини, представляти її інтереси)[1] та звільняється від обов'язків щодо її виховання;[1]
2. Перестає бути законним представником дитини;[1]
3. Втрачає права на пільги та державну допомогу, що надаються сім'ям з дітьми;[1]
4. Не може бути усиновлювачем, опікуном та піклувальником для інших дітей;[1]
5. Не може одержати в майбутньому тих майнових прав, пов'язаних із батьківством, які вона могла б мати у разі своєї непрацездатності[1] (право на утримання від дитини[1], право на пенсію та відшкодування шкоди у разі втрати годувальника[1], право на спадкування після дитини);[1]
6. втрачає інші права, засновані на спорідненості з дитиною.[1]

Важливо зазначити, що особа, позбавлена батьківських прав, не звільняється від обов'язку щодо утримання дитини (сплати аліментів).

## Поновлення батьківських прав
Матір або батько, позбавлені батьківських прав, мають право звернутись до суду з позовом про поновлення батьківських прав. Це передбачено статтею 169 Сімейного кодексу України.
Поновлення батьківських прав неможливе, якщо:
- дитина була усиновлена[1] і усиновлення не скасоване або не визнане судом недійсним;[1]
- на час розгляду справи судом дитина досягла повноліття.[1]

Суд перевіряє, наскільки змінилася поведінка особи, позбавленої батьківських прав, та обставини, що були підставою для позбавлення батьківських прав, і постановляє рішення відповідно до інтересів дитини. При вирішенні справи про поновлення батьківських прав одного з батьків суд бере до уваги думку другого з батьків, інших осіб, з ким проживає дитина.

## Позиція судів та «крайній захід»
Позбавлення батьківських прав розглядається як крайній захід впливу. Цю позицію підтверджує Пленум Верховного Суду України у своїй Постанові від 30.03.2007 № 3 «Про практику застосування судами законодавства при розгляді справ про усиновлення і про позбавлення та поновлення батьківських прав». Суд має ухвалити таке рішення лише після повного, всебічного, об'єктивного з'ясування обставин справи, зокрема ставлення батьків до дітей.
Європейський суд з прав людини у справі «Савіни проти України» зазначав, що право батьків і дітей бути поруч одне з одним є основоположним складником сімейного життя, а розірвання сімейних зв'язків позбавляє дитину її коріння, і виправдати це можна лише за виняткових обставин.
В окремих випадках суд, за доведеної винної поведінки одного або й обох батьків, та з урахуванням інших обставин справи, може відмовити в задоволенні позову про позбавлення цих прав. У такому випадку судді попереджають особу про необхідність змінити ставлення до виховання дитини (дітей) і покладають на органи опіки й піклування контроль за виконанням нею батьківських обов'язків.